# Введенский сельский округ (Лотошинский район)
Введенский сельский округ — упразднённая административно-территориальная единица, существовавшая на территории Лотошинского района Московской области в 1994—2006 годах.
Введенский сельсовет до 1929 года входил в состав Микулинской волости Тверского уезда Тверской губернии. В 1929 году он был отнесён к Степуринскому району Ржевского округа Западной области.
В мае 1930 года Введенский с/с был передан в Лотошинский район Московского округа Московской области. На тот момент он включал селения Введенское и Вяхирево.
17 июля 1939 года к Введенскому с/с были присоединены селения Немки упразднённого Храневского с/с и Калистово упразднённого Ильинского с/с. 4 ноября из Афанасовского с/с во Введенский были переданы селения Ильинское и Сельменево.
28 декабря 1951 года из Федосовского с/с во Введенский было передано селение Хилово.
20 августа 1960 года из Афанасовского с/с во Введенский были переданы селения Аринькино, Вяхирево, Канищево, Могильцы и Себудово.
1 февраля 1963 года Лотошинский район был упразднён и Введенский с/с вошёл в Волоколамский укрупнённый сельский район.
11 января 1965 года Лотошинский район был восстановлен и Введенский с/с вновь вошёл в его состав.
21 января 1975 года к Введенскому с/с были присоединены селения Андрониха, Афанасово, Дьяково, Петровское, Поляны и Раменье упразднённого Калицинского с/с. Одновременно во Введенском с/с было упразднено селение Перекнязево.
30 мая 1978 года во Введенском с/с были упразднены селения Андрониха и Дьяково.
3 февраля 1994 года Введенский с/с был преобразован в Введенский сельский округ.
8 июля 1998 года к деревне Введенское был присоединён посёлок центральной усадьбы совхоза «Введенский».
В ходе муниципальной реформы 2005 года Введенский сельский округ прекратил своё существование как муниципальная единица, а его территория в полном составе была передана в сельское поселение Микулинское.
29 ноября 2006 года Введенский сельский округ исключён из учётных данных административно-территориальных и территориальных единиц Московской области.